# Trichopsomyia granditibialis
Trichopsomyia granditibialis är en tvåvingeart som beskrevs av Fluke 1937. Trichopsomyia granditibialis ingår i släktet gallblomflugor, och familjen blomflugor. Inga underarter finns listade i Catalogue of Life.